# Fernando Blasco
Fernando Blasco Contreras (Hoyo de Manzanares, 5 de abril de 1968) es un matemático español, profesor en la Universidad Politécnica de Madrid y divulgador de las matemáticas.

## Biografía
Fernando es autor de varios libros. Es redactor de The Conversation.